# Malcolm Uphill
Malcolm Uphill (Caerphilly, 15 de abril de 1935 - Caerphilly, 15 de agosto de 1999) fue un piloto de motociclismo británico, que corrió de forma regular en el Campeonato del Mundo de Motociclismo desde 1966 hasta 1970. Uphill fue el primer participante de la TT Isla de Man que superó las 100 millas por hora en una vuelta.

## Biografía
Natural de Caerphilly, País de Gales, Uphill se trasladó a Heol, Trecastle y fue educado en la Escuela Moderna Secundaria Twyn. Como aprendiz en el ferrocarril de Rhymney trabajó cerca de Caerphilly como instalador para la British Rail. En 1965, Uphill consigue la doble victorias en 350 cc y 500 cc 'Senior' de the Manx Grand Prix.
Su mejor temporada en el Mundial es 1968 cuando finalizó en noveno lugar de las cilindrada de 250cc.
En 1969, haciendo equipo con Percy Tait gana la prueba de resistencia de la Thruxton 500 y en TT Isla de Man de 1969, Uphill gana la carrera de 750 Production con una Triumph Bonneville T120 superando las 100 millas por hora, que provocó el cambio de nombre del neumático de moto Dunlop K81 como TT100.
 También ganaría la categoría de 750 Production del North West 200 de 1970 y repetiría el éxito en la TT Isla de Man de ese año.
Uphill murió a la edad de 74 años en 1999 a causa de una asbestosis. En 2011 un pub llamado "The Malcolm Uphill" fue inaugurado por Wetherspoons en el centro de la ciudad de Caerphilly, y en 2013, después de la recaudación de fondos local, se instaló una placa de bronce dedicada a la memoria de Uphill en una pared cerca de la ubicación del pub en Station Terrace.

## Resultados en el Campeonato del Mundo de Motociclismo
Sistema de puntuación desde 1950 hasta 1968:
| Posición | 1.º | 2.º | 3.º | 4.º | 5.º | 6.º |
| Puntos   | 8   | 6   | 4   | 3   | 2   | 1   |

Sistema de puntuación desde 1969 hasta 1987:
| Posición | 1.º | 2.º | 3.º | 4.º | 5.º | 6.º | 7.º | 8.º | 9.º | 10.º |
| Puntos   | 15  | 12  | 10  | 8   | 6   | 5   | 4   | 3   | 2   | 1    |

(Carreras en negrita indica pole position, carreras en cursiva indica vuelta rápida)
| Año  | Clase | Equipo         | 1     | 2     | 3       | 4       | 5       | 6     | 7     | 8     | 9     | 10      | 11    | 12    | 13    | Pts | Pos  |
| ---- | ----- | -------------- | ----- | ----- | ------- | ------- | ------- | ----- | ----- | ----- | ----- | ------- | ----- | ----- | ----- | --- | ---- |
| 1966 | 350cc | Norton         |       | GER - | FRA -   | NED -   |         | DDR - | CZE - | FIN - | ULS - | IOM 34  | NAT - | JPN - |       | 0   | -    |
| 1966 | 500cc | Norton         |       | GER - |         | NED -   | BEL -   | DDR - | CZE - | FIN - | ULS - | IOM Ret | NAT - |       |       | 0   | -    |
| 1967 | 350cc | AJS            |       | GER - |         | IOM Ret | NED -   |       | RDA - | CZE - | FIN - | ULS -   | NAT - |       | JPN - | 0   | -    |
| 1967 | 500cc | Norton         |       | GER - |         | IOM Ret | NED -   | BEL - | RDA - | CZE - | FIN - | ULS Ret | NAT - | CAN - |       | 0   | -    |
| 1968 | 250cc | Suzuki         | GER - | ESP - | IOM 4   | NED -   | BEL -   | DDR - | CZE - | FIN - | ULS 5 | NAT -   |       |       |       | 5   | 11.º |
| 1968 | 350cc | Suzuki         | GER - |       | IOM 10  | NED -   |         | DDR - | CZE - |       | ULS - | NAT -   |       |       |       | 0   | -    |
| 1968 | 500cc | Manning Norton | GER - | ESP - | IOM Ret | NED 7   | BEL -   | DDR - | CZE - | FIN - | ULS - | NAT -   |       |       |       | 0   | -    |
| 1969 | 250cc | Crooks Suzuki  | ESP - | GER - | FRA -   | IOM Ret | NED -   | BEL - | DDR - | CZE - | FIN - | ULS -   | NAT - | YUG - |       | 0   | -    |
| 1969 | 350cc | Padgett Yamaha | ESP - | GER - |         | IOM Ret | NED -   |       | DDR - | CZE - | FIN - | ULS -   | NAT - | YUG - |       | 0   | -    |
| 1969 | 500cc | Yamaha         | ESP - | GER - | FRA -   | IOM Ret | NED -   | BEL - | DDR - | CZE - | FIN - | ULS 3   | NAT - | YUG - |       | 10  | 27.º |
| 1970 | 250cc | Crooks Suzuki  | GER - | FRA - | YUG -   | IOM Ret | NED Ret | BEL - | DDR - | CZE - | FIN - | ULS 8   | NAT - | ESP - |       | 0   | -    |
| 1970 | 350cc | Padgett Yamaha | GER - |       | YUG -   | IOM 4   | NED -   |       | DDR - | CZE - | FIN - | ULS -   | NAT - | ESP - |       | 8   | 22.º |
| 1970 | 500cc | Yamaha         | GER - | FRA - | YUG -   | IOM Ret | NED 11  | BEL - | DDR - | CZE - | FIN - | ULS Ret | NAT - | ESP - |       | 0   | -    |